# 233707 Alfons
233707 Alfons è un asteroide della fascia principale. Scoperto nel 2008, presenta un'orbita caratterizzata da un semiasse maggiore pari a 2,3961098 UA e da un'eccentricità di 0,0797169, inclinata di 10,11617° rispetto all'eclittica.